# Совхозне – Оренбург/Канчурінське
Совхозне – Оренбург/Канчурінське – газопровід у Оренбурзькій області Росії.
В 1968 році почалась розробка Совхозного газового родовища, видачу продукції якого організували:
- у північному напрямку по газопроводу Совхозне – Канчурінське, який має довжину 100 км, діаметр 700 мм та розрахований на робочий тиск у 5,5 МПа. В кінцевому пункті була можлива передача ресурсу до газопроводу Кумертау – Ішимбай та на Кумертауську ТЕЦ;   
- у південному напрямку по прокладеному в 1969-му газопроводу Совхозне – Оренбург довжиною 82 км та діаметром 500 мм, який прямував до індустріальної зони на північній околиці Оренбургу, де ввели в дію Сакмарську ТЕЦ.
В першій половині 1970-х почалось освоєння унікального Оренбурзького газоконденсатного родовища, в межах якого на західній околиці міста звели Оренбурзький газопереробний завод. При цьому випрацьоване Совхозне родовище перетворили на Совхозне підземне сховище газу, до якого від Оренбурзького ГПЗ проклали газопровід довжиною 94 км та діаметром 1000 мм, що став до ладу в 1977 році.